# 李昭徳
李 昭徳（り しょうとく、生年不詳 - 697年）は、唐代の官僚・政治家。本貫は雍州長安県。

## 経歴
李乾祐の庶子として生まれた。才能に優れて父の風格があった。若くして明経に挙げられ、御史中丞に累進した。永昌元年（689年）、事件に連座して陵水県尉に左遷された。召還されて夏官侍郎となった。如意元年（692年）、鳳閣侍郎・同鳳閣鸞台平章事（宰相）に任じられた。長寿2年（693年）、神都洛陽に文昌台と定鼎門・上東門が改めて作られたが、その設計は昭徳によってなされたものであった。長寿3年（694年）、検校内史となった。薛懐義が突厥を征討すると、昭徳はその下で行軍長史をつとめたが、突厥に遭遇することなく帰還した。
ときに武則天が武承嗣を文昌左相（尚書左僕射）とすると、昭徳は武則天の甥である武承嗣に宰相としたことで、簒奪のおそれがあると密奏した。武承嗣は昭徳のことを誣告したが、武則天は昭徳を信任し、武承嗣を太子少保として、宰相から退任させた。延載元年（同年）、鳳閣舎人の張嘉福が洛陽の王慶之に軽薄な不良少年数百人を率いて宮殿を訪れさせ、武承嗣を皇太子に立てるよう上表させた。武則天は許さなかったが、王慶之が固く請願してやまなかったため、武則天は昭徳に命じて詰問させることにした。昭徳が王慶之を杖殺すると、残りの者たちは退散した。昭徳は皇嗣には武則天の子である李顕を立てて、子孫に位を伝えるよう上奏した。
ときに朝廷には阿諛追従する者たちが多く任用されていた。ある人が宮殿を訪れて洛水の中で得た赤い斑点のある白石を進上した。宰相たちがその理由を訊ねると、その人は「この石には赤心（忠誠心）がありますゆえ、進上にまいったところです」と答えた。昭徳は「この石に赤心があるなら、洛水の中の残りの石は全て反乱を起こすのか」といって叱った。
昭徳は前魯王府功曹参軍の丘愔に弾劾された。長上果毅の鄧注もまた「碩論」を著して昭徳の專権のさまを叙述し、鳳閣舎人の逢弘敏がその論を上奏した。昭徳は南賓県尉に左遷された。ほどなく召還されて監察御史に任じられた。万歳通天2年（697年）、昭徳は反乱を計画していると来俊臣に誣告され、獄に下された。来俊臣と同日に処刑された。神龍2年（706年）、左御史大夫の位を追贈された。建中3年（782年）、司空の位を加贈された。

## 伝記資料
- 『旧唐書』巻87 列伝第37
- 『新唐書』巻117 列伝第42